# Vilmos Aba-Novák
Vilmos Aba-Novák (Budapest, 15 mars 1894 - 29 septembre 1941) est un peintre et graveur hongrois. Figure originale de l'Art moderne en Hongrie, il se distingue par ses représentations monumentales, la réalisation de fresques et de peintures d'églises comme à Szeged.

## Biographie
Son père a pour nom Gyula Novák et sa mère, originaire de Vienne, s'appelle Rosa Waginger (hongrois : Waginger Róza). Après des études à l'école d'art jusqu'en 1912, il commence à travailler avec Adolf Fényes. Entre 1912 et 1914, il étudie à l'École hongroise des beaux-arts à Budapest. 
Après son service militaire dans l'armée austro-hongroise où il sert sur le front de l'Est pendant la Première Guerre mondiale, il reprend le dessin avec Viktor Olgyai. À cette période, Aba est particulièrement intéressé par les arts du cirque et les marchés de villages qui apparaissent dans sa peinture avec les couleurs de l'Expressionnisme et du novocento.
Entre 1921 et 1923, il passe ses étés avec un groupe d'artistes à Szolnok et à Baia Mare (Nagybánya) en Roumanie. Sa première exposition date de 1924. Il est envoyé par l'Académie des sciences hongroise à Rome (1928 et 1930) et devient un représentant connu de l'« École romaine » de peinture hongroise.
Aba-Novák peint de nombreuses fresques pour l'église catholique romaine de Jászszentandrás et l'Hõsök Kapuja à Szeged en 1936. Il réalise de nombreuses commandes pour le gouvernement hongrois. Il travaille aussi sur une fresque du mausolée d'Étienne Ier de Hongrie à Székesfehérvár ainsi qu'à l'église de Városmajor (Budapest) en 1938.
À partir de 1939, et jusqu'à sa mort, il enseigne à l'université hongroise des beaux-arts. Aba-Novák reçoit le Grand Prix du jury de l'exposition universelle de 1937 à Paris pour les Relations historiques franco-hongroises, une peinture monumentale sur sept panneaux retraçant l'histoire des relations entre la France et la Hongrie sur plusieurs siècles. Il est également distingué par la Biennale de Venise en 1940.  

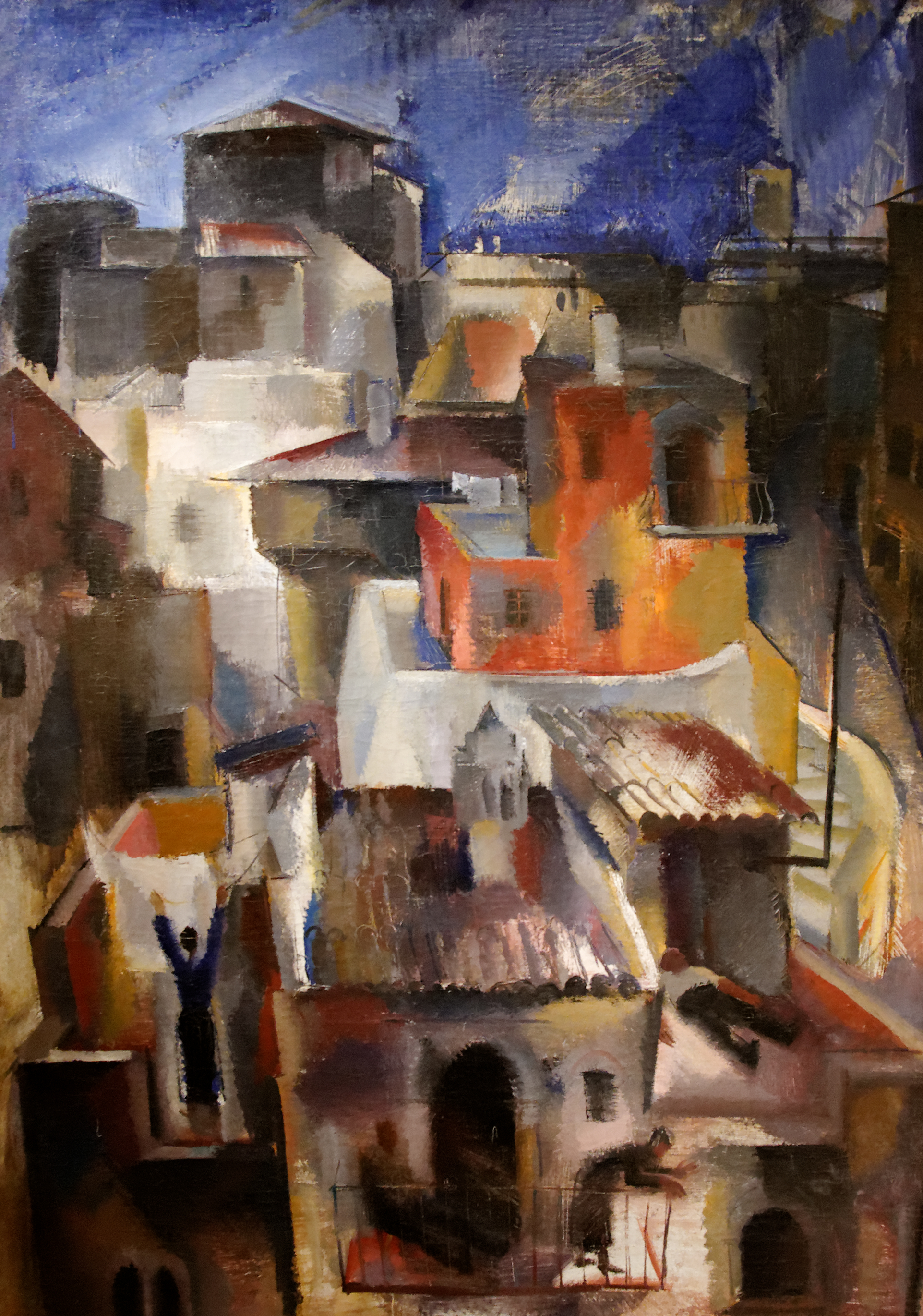
Ville italienne, 1929.
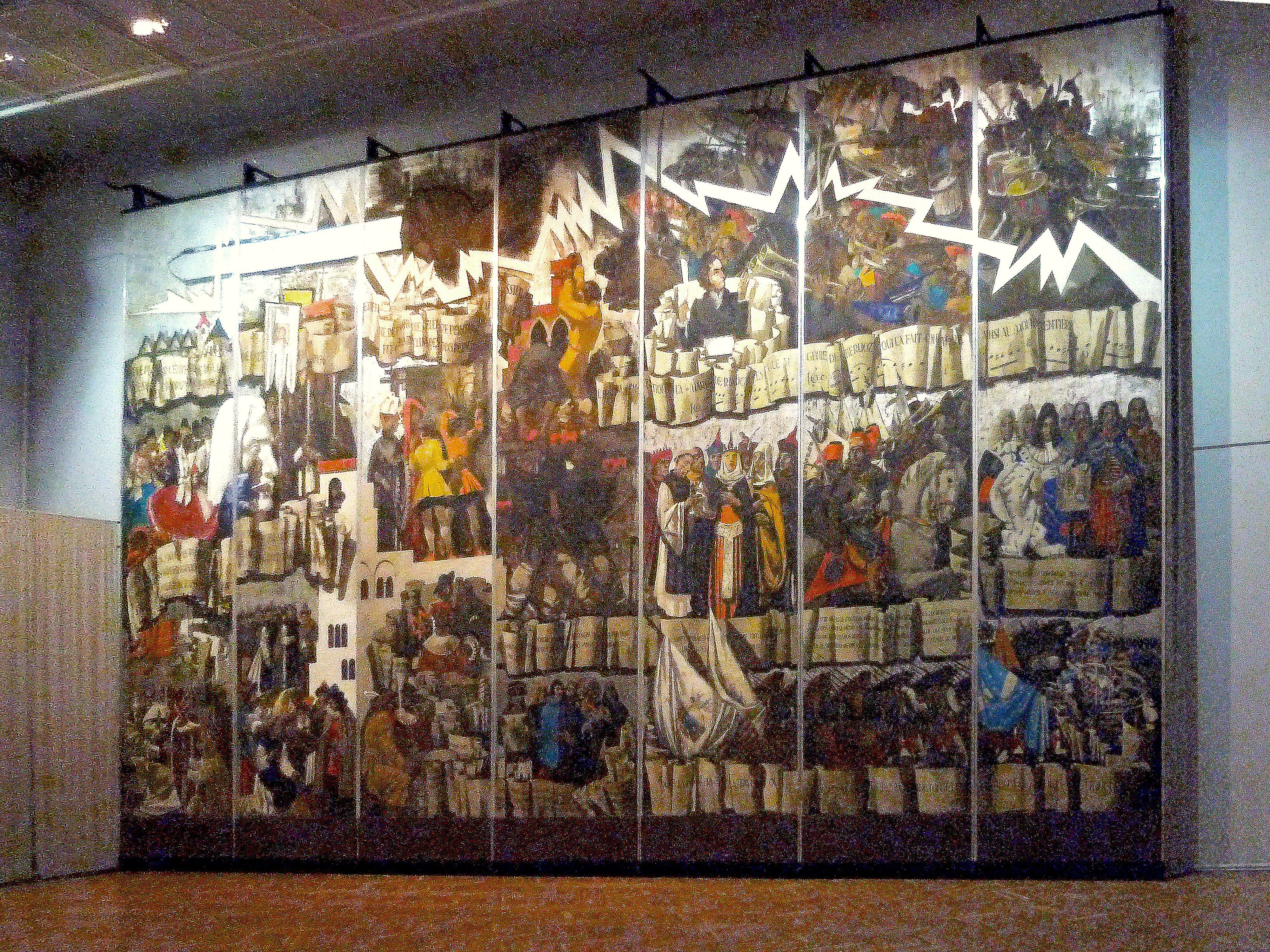
Relations historiques franco-hongroises, 1937.
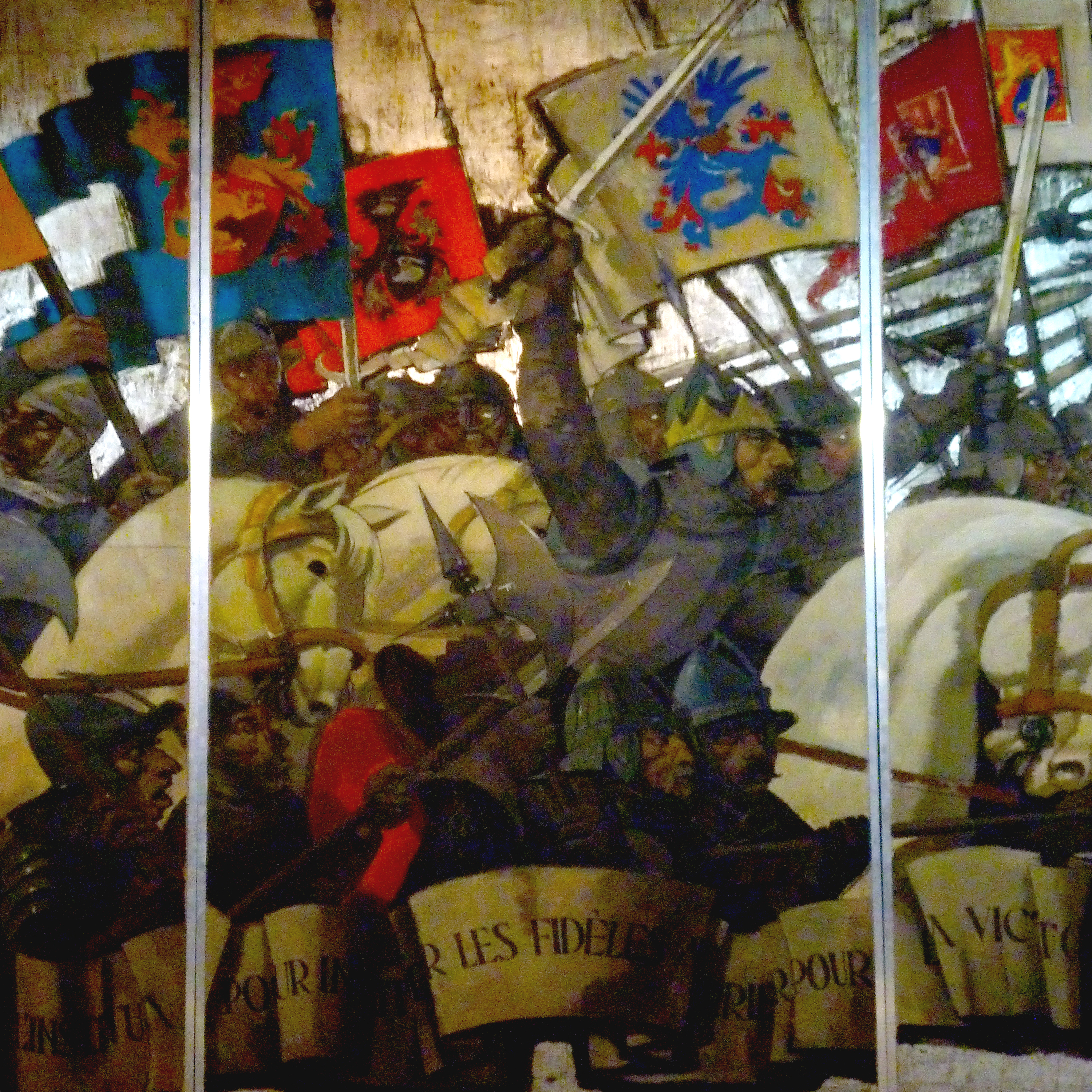
Détail.
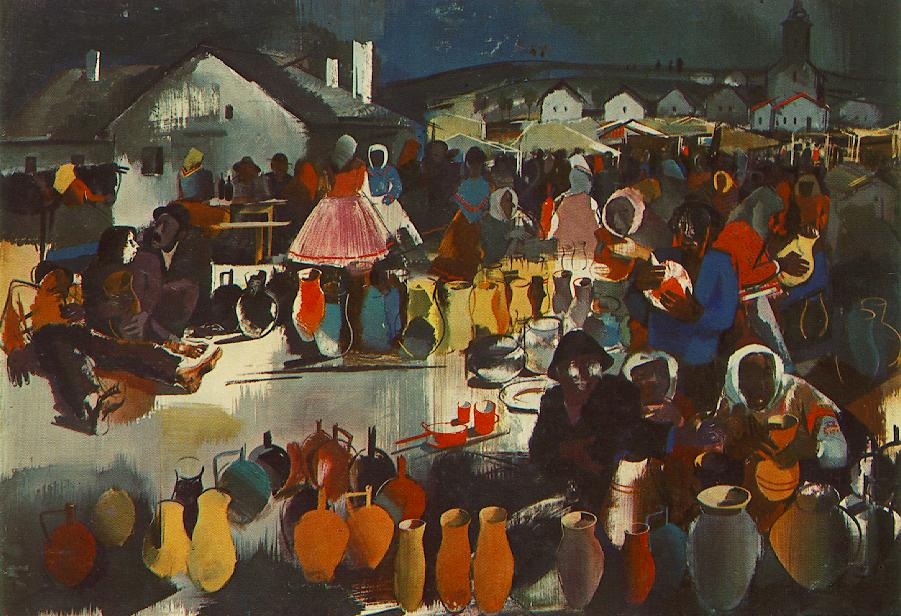
Marché sicule (Székely vásár), 1939-40.